# Studenec (Slovacchia)
Studenec (in ungherese Hidegpatak, in tedesco Kohlbach) è un comune della Slovacchia facente parte del distretto di Levoča, nella regione di Prešov.

## Storia
Fu menzionato per la prima volta nelle cronache storiche nel 1264.